# Маркуси
Маркуси (пол. Markusy, нім. Markushof) — село в Польщі, у гміні Маркуси Ельблонзького повіту Вармінсько-Мазурського воєводства.
Населення — 548 осіб (2011).
У 1975-1998 роках село належало до Ельблонзького воєводства.

## Демографія
Демографічна структура станом на 31 березня 2011 року:
|          | Загалом | Допрацездатний вік | Працездатний вік | Постпрацездатний вік |
| -------- | ------- | ------------------ | ---------------- | -------------------- |
| Чоловіки | 276     | 62                 | 196              | 18                   |
| Жінки    | 272     | 67                 | 147              | 58                   |
| Разом    | 548     | 129                | 343              | 76                   |